# اینتر میلان و تیم ملی فوتبال ایتالیا

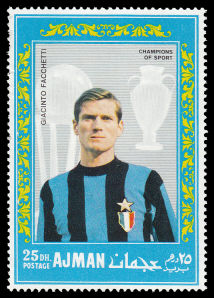
جاچینتو فاکتی بازیکن اسبق اینترمیلان و تیم ملی ایتالیا - ۱۹۶۸

فهرست بازیکنانی که در زمان حضور در اینتر میلان، در سطوح مختلف تیم ملی فوتبال ایتالیا بازی کرده‌اند.
بازیکنانی که قبل یا بعد از حضور در اینتر، برای ایتالیا بازی کرده‌اند در لیست قرار ندارند. همچنین بازیکنانی که به اردوی تیم ملی فراخوانده شده‌اند اما در هیچ مسابقه‌ای به میدان نرفته‌اند نیز ذکر نشده‌اند.

## فهرست بازیکنان دعوت شده از اینتر به تیم‌های ملی ایتالیا

### فهرست بازیکنان دعوت شده از اینتر بهتیم ملی فوتبال ایتالیا
| - دانیله آدانی - ارمانو آئبی - آمدئو آمادی - آنتونیو آنجلیلو - لوئیجی آلماندی - آلساندرو آلتوبلی - جوزپه آستی - فرانچسکو آچربی - دینو باجو - روبرتو باجو - سالواتوره بانیی - ماریو بالوتلی - نیکولو بارلا - جوزپه بارسی - جانفرانکو بدین - دلفو بلینی - ماورو بلوجی - جوزپه برگومی - فولویو برناردینی - نیکولا برتی - ماریو برتینی - آلساندرو بیانکی - برونو بولکی - روبرتو بونینسنیا - فرانکو بونتادینی - ایوانو بوردون - لورنزو بوفون - تارچسیو بورنییک - الساندرو باستونی - کریستیانو بیراگی | - آلدو کامپاتلی - پیرو کامپلی - آنتونیو کاندروا - فابیو کاناوارو - رناتو کاپلینی - آرماندو کاستلازی - کارلو چرسولی - آلدو چونینی - لوئیجی چونینی - فرانچسکو کوکو - فولویو کولوواتی - لئوپولدو کونتی - ماریو کورسو - دنیلو دمبروزیو - مارکو دلوکیو - آتیلیو دماریا - لوئیجی دی بیاجو - آنجلو دومنگینی - فدریکو دی مارکو - متئو دارمیان - ادر - جاچینتو فاکتی - ریکاردو فاچو - پیترو فانا - اوسوالدو فاتوری - جوزپه فاوالی - جووانی فراری - رینو فرراریو - پیترو فرراریس - ریکاردو فرری | - داویده فراتسی - داویده فونتولان - ویرجیلیو فوساتی - آنجلو فرانزوسی - سالواتوره فرسی - آنیباله فروسی - روبرتو گالیاردینی - جورجو گتسی - جووانی جاکوماتسی - آتیلیو جووانینی - فابیو گروسو - آریستیده گوارنری - جووانی اینورنیتزی - سپارتاکو لاندینی - اوجو لوکاتلی - بنیتو لورنزی - ساول مالاتراسی - آنتونیو مانیکونه - جیامپیرو مارینی - ارنستو ماسکرونی - مارکو ماتراتسی - جانفرانکو ماتئولی - برونو مازا - ساندرو مازولا - جوزپه مه آتزا - آورلیو میلانی - فرانچسکو موریرو - تیاگو موتا - ماینو نری - فولویو نستی | - جووانی پاسکواله - روبرتو پورتا - رناتو اولمی - گابریله اوریالی - جانلوکا پالیوکا - اجیستو پاندولفینی - کریستین پانوچی - جامپائولو پاتزینی - آرماندو پیکی - سیلویو پیتروبونی - آلفردو پیتو - آندره‌آ رانوکیا - ماتئو پولیتانو - انریکو ریوولتا - آنتونیو ساباتو - داویده سانتون - جیولیانو سارتی - لوئیجی سارتور - استفانو سنسی - پیترو سرانتونی - آلدو سرنا - مارکو تاردلی - فرانچسکو تولدو - نیکولا ونتولا - لیدو ویری - کریستین ویری - جویدو وینچنزی - کریستیانو زانتی - والتر زنگا |

### فهرست بازیکنان دعوت شده از اینتر به تیم ملی المپیک ایتالیا
| - آلساندرو آلتوبلی - دینو باجو | - جوزپه بارسی - اواریستو بکالوسی | - مارکو برانکا - فولویو کولوواتی | - سالواتوره فرسی - آلساندرو پیستونه |

### فهرست بازیکنان دعوت شده از اینتر به تیم ملی فوتبال زیر ۲۳ سال ایتالیا
| - الساندرو پیستون |

### فهرست بازیکنان دعوت شده از اینتر بهتیم ملی فوتبال زیر ۲۱ سال ایتالیا
| - انریکو آلفونسو - آلساندرو آلتوبلی - مارکو آندرئولی - ماریو بالوتلی - دینو باجو - فرانچسکو باردی - جوزپه بارسی - نیکولا بیاتی - اواریستو بکالوسی - ماورو بلوجی - جوزپه برگومی - گراتزیانو بینی | - کریستیانو بیراگی - فرانچسکو بولزونی - ایوانو بوردون - رائول بلانووا - لوکا کالدیرولا - ناتزارنو کانوتی - برونو چیریلو - کورادو کولومبو - میرکو کونته - لورنزو کریستیگ - ساموئله لونگو - انریکو کوچی | - مارکو دلوکیو - داویده فارائونی - آندره آ فراری - ماتئو فرراری - ریکاردو فرری - ریکاردو فیسوره - سالواتوره فرسی - فابریزیو لوریری - فلیچه ناتالینو - گابریله اوریالی - آنتونیو ساباتو - داویده سانتون | - لوئیجی سارتور - سباستیانو اسپوزیتو - ادی سالسیدو - نیکولا ونتولا - کریستیانو زانتی - والتر زنگا - جانفرانکو ماتئولی - لوکا مزانو - جووانی پاسکواله - آندره‌آ پیرلو - آلساندرو پیستونه - آلساندرو پوتنزا - استفانو روسینی |

### فهرست بازیکنان دعوت شده از اینتر بهتیم ملی فوتبال زیر ۲۰ سال ایتالیا
| - انریکو آلفونسو - ماتیا آلتوبلی - مارکو آندرئولی - نیکولا بیاتی - سیمونه بندتی - متئو بیانکتی | - جاکومو بیندی - فرانچسکو بولزونی - لئوناردو بونوچی - سیمونه دل آنیلو - پائولو هرنان دلافیوره - جولیو دوناتی | - داویده فارائونی - سالواتوه فرارو - جاکوپو فورچوناتو - لوکا فرانچینی - الساندرو فونتاناروسا - متئو لومباردو - فدریکو مانینی | - گائتانو اوریستیانو - آلساندرو پوتنزا - لورنزو پیرولا - داویده سانتون - جوزپه تیچلی - پائولو تورناقی - ماتیا زانوتی |

## لیست بازیکنان خارجی که در زمان عضویت در اینتر در تورنمت‌های بزرگ برنده شده‌اند

### جام جهانی فوتبال
| - آندریاس برمه (تیم ملی فوتبال آلمان) - ۱۹۹۰ - لوتار ماتئوس (تیم ملی فوتبال آلمان) - ۱۹۹۰ - یورگن کلینزمن (تیم ملی فوتبال آلمان) - ۱۹۹۰ | - یوری ژورکائف (تیم ملی فوتبال فرانسه) - ۱۹۹۸ - رونالدو (تیم ملی فوتبال برزیل) - ۲۰۰۲ - لائوتارو مارتینز (تیم ملی فوتبال آرژانتین) - ۲۰۲۲ |

### جام کنفدراسیون‌ها
| - رونالدو (تیم ملی فوتبال برزیل) - ۱۹۹۷ - آدریانو (تیم ملی فوتبال برزیل) - ۲۰۰۵ | - ژولیو سزار (تیم ملی فوتبال برزیل) - ۲۰۰۹ - مایکون (تیم ملی فوتبال برزیل) - ۲۰۰۹ |

### جام ملت‌های اروپا
| - لوییس سوارز (تیم ملی فوتبال اسپانیا) - ۱۹۶۴ - لوران بلان (تیم ملی فوتبال فرانسه) - ۲۰۰۰ | - جورجوس کاراگونیس (تیم ملی فوتبال یونان) - ۲۰۰۴ |

### کوپا آمریکا
| - رونالدو (تیم ملی فوتبال برزیل) - ۱۹۹۹ - آدریانو (تیم ملی فوتبال برزیل) - ۲۰۰۴ - مایکون (تیم ملی فوتبال برزیل) - ۲۰۰۷ | - روبن سوسا (تیم ملی فوتبال اروگوئه) - ۱۹۹۵ - ایوان کوردوبا (تیم ملی فوتبال کلمبیا) - ۲۰۰۱ - گری مدل (تیم ملی فوتبال شیلی) - ۲۰۱۵ و ۲۰۱۶ | - ژوآو میراندا (تیم ملی فوتبال برزیل) - ۲۰۱۹ - لائوتارو مارتینز (تیم ملی فوتبال آرژانتین) - ۲۰۲۱ |